# 필리핀의 무술

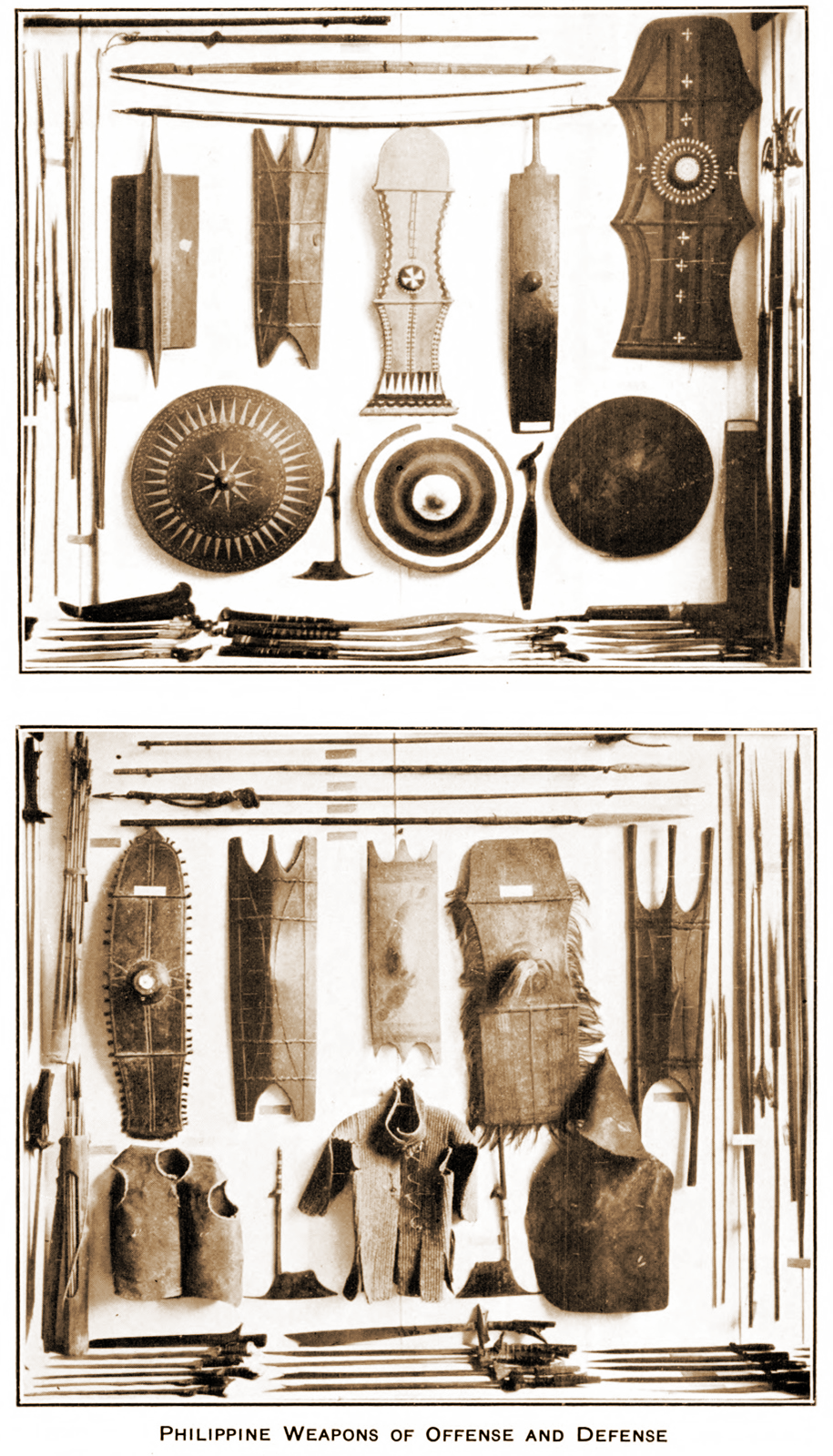
"필리핀 공격 및 방어 무기" - 미국 국립 박물관

필리핀 무술(필리핀어: Sining panlaban ng Pilipinas) 필리핀 에서 고안된 고대 및 최신 전투 방법으로. 에스크리마로 알려진 가장 인기있는 형태의 서양 및 동양 무술의 요소를 통합하였다. 자 여러 시대에 걸쳐 침략자들과 진화하는 지역 갈등은 현재 필리핀을 구성하는 섬에서 전투에 새로운 방식을 만들어냈다. 필리핀 사람들은 끊임없이 변화하는 환경과 직접적인 결과로 전투 기술을 개발했다. 전체적으로 필리핀 사람들은 문화 및 언어 혼합 현상의 영향을 많이 받아 만들어졌다.

## 같이 보기
- 에스크리마